# クレイグ・ブラッキンズ
クレイグ・リー・ブラッキンズ（Craig Lee Brackins、1987年10月9日 - ）は、アメリカ合衆国・カリフォルニア州ランカスター出身の男子バスケットボール選手。ポジションはフォワード。

## 経歴
2007年にアイオワ州立大学に入学。2シーズンプレーした後に2010年のNBAドラフトへのアーリーエントリーを表明。21位でオクラホマシティ・サンダーから指名されるも、7月8日にモリス・ピーターソン、コール・オルドリッチとのトレードでクインシー・ポンデクスターと共にニューオーリンズ・ホーネッツ {現：ニューオーリンズ・ペリカンズ) へ、更にトレーニングキャンプ直前の9月23日には、ウィリー・グリーン、ジェイソン・スミスとのトレードでフィラデルフィア・76ersに移籍と、プロデビュー前に2度のトレードを経験。NBA入り後も結果を残せず2012-13シーズン開幕前に76ersを解雇された。

以降は海外リーグやDリーグを転々とするシーズンが続く。
2017年に滋賀レイクスターズに加入。7月28日に名古屋ダイヤモンドドルフィンズと契約した。
2019年5月、名古屋ダイヤモンドドルフィンズとの契約満了が発表された。
2019年11月、滋賀レイクスターズが契約締結を発表した。
2020年オフ、越谷アルファーズに移籍した。

## NBA成績

### レギュラーシーズン
| シーズン | チーム                                 | GP | GS | MPG  | FG%  | 3P%  | FT%  | RPG | APG | SPG | BPG | PPG |
| -------- | -------------------------------------- | -- | -- | ---- | ---- | ---- | ---- | --- | --- | --- | --- | --- |
| 2010–11  | フィラデルフィア・セブンティシクサーズ | 3  | 0  | 11.0 | .250 | .000 | .000 | 1.3 | .3  | .3  | .0  | 2.7 |
| 2011–12  | フィラデルフィア・セブンティシクサーズ | 14 | 1  | 6.3  | .273 | .333 | .500 | 1.1 | .6  | .0  | .1  | 1.6 |
| Career   |                                        | 17 | 1  | 7.1  | .265 | .214 | .500 | 1.1 | .5  | .1  | .1  | 1.8 |